# Birger Baisgård
Birger Baisgård, född 30 december 1955, är en norsk företagsledare. Baisgård har gjort karriär inom oljebolaget Shell där han haft en rad poster, bland annat som VD för bolagets svenska och finska verksamheter (AB Svenska Shell respektive oy Shell ab).